# 賴啟卓
賴啟卓（Lai Kai Cheuk，1977年7月5日—），香港職業足球員，持有香港足球總會D級教練牌照，現為香港超級聯賽東方助理教練。
賴啟卓可司職正中場、防守中場和中堅位置。他善守能攻，除了硬朗緊貼式防守和攔截能力外，其長傳能力和遠程射門亦常助球隊勝利。

## 球員生涯
賴啟卓13歲參加「可口可樂青少年足球推廣計劃」，期間代表新界西出賽，2-3年後，一次在可口可樂足球聯賽中對陣流浪時，被流浪賞識邀請加盟。
17歲加盟流浪，而且更入選港青，在流浪的第一年只在青年軍及預備組上陣；第二年提升為甲組後備，於1995-96球季尾對快譯通首次在甲組上陣，第三年終取得正選席位。
1997-98年度，跟隨流浪班主林大輝過檔愉園，由於表現出色，首次入選香港隊參加98年亞運足球賽，之後出戰奧運足球預賽及亞洲盃足球賽，曾經是香港後防主將。
在愉園效力6個球季後，於2004年轉投香港甲組足球聯賽球會晨曦。在2006-07年度球季，林大輝入閣香港乙組足球聯賽球會石硤尾，賴啟卓遂加盟石硤尾，協助爭取升班資格。至2007年4月初，賴啟卓重返康宏晨曦，以應付當屆足總盃賽事。
2009年6月，賴啟卓落實加盟來屆升上甲組的沙田，再次追隨林大輝。

## 外部連結
- 賴啟卓 – FIFA國際賽競賽紀錄 (存檔)
- 香港足球總會網頁資料 （页面存档备份，存于）
- 沙田體育會官方網頁